# Anselme de Havelberg
Anselme de Havelberg est un ecclésiastique et écrivain religieux du XIIe siècle, évêque de Havelberg, puis archevêque de Ravenne, mort près de Milan le 12 août 1158.

## Carrière
Son lieu de naissance n'est pas connu. Étudiant à l'école cathédrale de Laon, il rencontra Norbert de Xanten et compta parmi les premiers chanoines prémontrés. Norbert ayant été nommé archevêque de Magdebourg en 1126, il consacra Anselme évêque de Havelberg en 1129. La ville était alors aux mains des Slaves « polabes » et ne fut prise par le roi des Romains Lothaire de Supplinbourg que peu après. En 1133, Norbert et Anselme accompagnèrent le roi à Rome, et Anselme prêcha le 8 septembre de cette année devant le pape Innocent II. Pendant l'hiver 1135/36, Lothaire de Supplinbourg (devenu empereur) l'envoya comme ambassadeur à Constantinople, et il y eut en avril 1136 un débat théologique avec un groupe de douze didascales présidé par l'archevêque Nicétas de Nicomédie. En 1147, il fut légat pontifical lors de la croisade des Saxons contre les Wendes. En mars 1149, reçu à Tivoli par le pape Eugène III, il fut invité par le pontife à mettre par écrit ses entretiens de 1136 avec les théologiens grecs. Tombé en disgrâce, on ne sait pour quelle raison, auprès de Conrad III de Hohenstaufen et retiré un temps à Havelberg, il reprit un rôle politique à l'avènement de Frédéric Barberousse en 1152 : il fut envoyé comme ambassadeur auprès du pape Eugène III, et cette légation aboutit à la conclusion du traité de Constance entre le pontife et le nouveau roi en mars 1153. En mai 1154, il fut de nouveau envoyé comme ambassadeur à Constantinople, pour conclure une alliance qui devait être scellée par le mariage de Frédéric avec une princesse byzantine ; il eut alors un nouveau débat théologique, cette fois avec le métropolite de Thessalonique, Basile d'Achrida (ou d'Ohrid), les 2 et 3 octobre de cette année. Il revint en Italie peu avant le couronnement de Frédéric comme empereur à Rome, le 18 juin 1155, et il fut nommé alors archevêque de Ravenne. Il mourut dans le camp impérial alors que Frédéric entamait le siège de Milan.
Comme évêque de Havelberg, Anselme implanta l'ordre des Prémontrés dans son diocèse, y établissant notamment le « monastère » de Jerichow (1144).

## Œuvre
Son ouvrage principal, ce sont les Dialogorum libri III (ou Anticimenon), c'est-à-dire la mise par écrit pour le pape, en 1149, de ses entretiens avec les théologiens grecs en 1136. Sinon, on conserve deux lettres en forme de traités : l'une adressée à un abbé Egbert de Huisbourg et intitulée Epistula apologetica pro ordine canonicorum regularium (apologie des chanoines prémontrés) ; une autre adressée à Frédéric Ier, archevêque de Magdebourg entre 1142 et 1152, et intitulée Tractatus de ordine pronuntiandæ litaniæ. Il faut ajouter sa correspondance avec son ami de longue durée l'abbé Wibald de Stavelot. Le Liber de ordine canonicorum regularium que lui attribue d'autre part la Patrologie Latine de Migne n'est pas de lui. Quant au débat qu'il a eu en octobre 1154 avec le métropolite de Thessalonique Basile d'Achrida, c'est ce dernier qui l'a couché par écrit.
Les Dialogues sont un compte-rendu fait de mémoire treize ans après les faits, en « ajoutant certaines choses aussi nécessaires à la foi qu'adaptées à cette œuvre ». Anselme devait toutefois disposer de notes manuscrites, car il est question de la présence pendant les entretiens de secrétaires et d'interprètes, notamment le fameux Burgondio de Pise, et à la fin tout le monde s'écrie « Holographi, totum scribatur ». Le livre I, préliminaire, est une sorte de discours général sur l'histoire de l'Église de la Création à la Parousie, avec une réflexion sur les rapports entre permanence et unité d'une part, évolution et diversité de l'autre. Les deux livres suivants représentent deux conférences, la première sur la question du Filioque, la seconde, à Sainte-Sophie devant un public, à la fois sur la question des azymes et des coutumes particulières et sur celle de la primauté du pape.
Ces entretiens, bien qu'empreints de solennité, n'avaient rien d'officiel, et personne n'était mandaté. L'interlocuteur d'Anselme est Nicétas de Nicomédie, un personnage peu connu, mentionné également par Hugues Éthérien à côté de Nicolas de Méthone, et par Georges Tornikès l'Ancien dans son oraison funèbre d'Anne Comnène, comme l'un des « mystagogues » de la défunte. Il est curieux qu'un métropolite soit présenté comme le président du « collège des douze didascales ».

## Édition
- Anselme de Havelberg, Dialogues. Livre I, texte latin, traduction française et notes par Gaston Salet, s. j., coll. Sources Chrétiennes, 1966.
- Anselm of Havelberg, Anticimenon : On the Unity of Faith and the Controversies with the Greeks, Cistercian Publications, 2010.